# Попович Іван Васильович
Іван Васильович Попович (1938, тепер Хустського району Закарпатської області — 21 березня 1992) — український діяч, генеральний директор виробничого об'єднання «Закарпатнерудпром». Народний депутат України 1-го скликання.

## Біографія
Народився у селянській родині.
Служив у Радянській армії. Навчався на загальнотехнічному факультеті Ужгородського державного університету.
Закінчив заочно Львівський політехнічний інститут, інженер-електромеханік.
Член КПРС.
Працював на інженерній роботі у місті Хусті, був директором Хустського каменеобробного заводу.
З 1980-х років до 21 березня 1992 року — генеральний директор Закарпатського обласного виробничого об'єднання «Закарпатнерудпром» у місті Хусті Закарпатської області.
18.03.1990 року обраний народним депутатом України, 2-й тур, 45,60 % голосів, 7 претендентів. Член Комісії ВР країни з питань будівництва, архітектури та житлово-комунального господарства.
Помер після важкої хвороби.

## Нагороди та звання
- орден Трудового Червоного Прапора
- орден «Знак Пошани»
- медалі